# Paradictyna
Genre
Paradictyna est un genre d'araignées aranéomorphes de la famille des Dictynidae.

## Distribution
Les espèces de ce genre sont endémiques de Nouvelle-Zélande.

## Liste des espèces
Selon World Spider Catalog (version 26, 12/07/2025) :
- Paradictyna ilamia Forster, 1970
- Paradictyna rufoflava (Chamberlain, 1946)

## Systématique et taxinomie
Ce genre a été décrit par Forster en 1970 dans les Dictynidae. 

## Publication originale
- Forster, 1970 : « The spiders of New Zealand. Part III. » Otago Museum Bulletin, vol. 3, p. 1-184.